# Zuiverheid (statistiek)
Zuiverheid is in de statistiek een eigenschap die van toepassing kan zijn op schatters en op toetsen.

## Zuivere schatter
Een schatter berekent uit een steekproef een waarde die een indruk geeft van een onbekende eigenschap (parameter) van de populatie. Een schatter is praktisch nooit gelijk aan de werkelijke onbekende eigenschap, maar zit er iets naast. Als de schatter echter gemiddeld (over alle mogelijke steekproeven) genomen precies de juiste waarde geeft, noemt men de schatter zuiver. Formeel: 
Laat {\displaystyle X} een toevalsvariabele zijn waarvan de verdelingsfunctie afhankelijk is van een onbekende  parameter {\displaystyle \theta \in \Theta }. Een schatter {\displaystyle {\hat {\theta }}} heet zuiver voor {\displaystyle \theta } als voor alle {\displaystyle \theta \in \Theta } geldt:
{\displaystyle E_{\theta }({\hat {\theta }})=\theta .}

### Onzuiverheid
Als een schatter niet zuiver is, spreekt men van een onzuivere schatter. Een schatter is onzuiver als er een parameterwaarde {\displaystyle \theta } bestaat die verschilt van de verwachtingswaarde van de schatter bij die waarde. Voor deze parameterwaarde geeft de schatter dus gemiddeld gesproken een verschil met de waarde van de te schatten parameter. Men noemt deze afwijking de onzuiverheid, of met de Engelse term bias, van de schatter. In formule:
{\displaystyle \mathrm {onzuiverheid\ van\ } {\hat {\theta }}=E_{\theta }({\hat {\theta }})-\theta .}

### Voorbeeld
In een binomiaal experiment met onbekende succeskans p is X het aantal successen van de n keer. De gebruikelijke schatter {\displaystyle X/n} is zuiver, want:
{\displaystyle E_{p}\left({\frac {X}{n}}\right)=p.}
Voor kleine waarden van de steekproefomvang n zal deze schatter nog al eens als schatting van p de waarde 0 of 1 geven. Men gebruikt om dat te vermijden wel de schatter (X+1)/(n+2), die als minimale schatting de waarde 1/(n+2) en als maximale waarde (n+1)/(n+2) geeft. Deze schatter is niet zuiver en de onzuiverheid is:
{\displaystyle E_{p}\left({\frac {X+1}{n+2}}\right)-p=\left({\frac {np+1}{n+2}}\right)-p={\frac {1-2p}{n+2}}.}
Omdat bij toenemende n de onzuiverheid voor alle p naar 0 gaat, zegt men dat deze schatter asymptotisch zuiver is.

## Zuivere toets
Met een statistische toets hoopt men de gestelde nulhypothese te verwerpen ten gunste van de alternatieve hypothese. Als het resultaat van de toets is dat de nulhypothese verworpen wordt, hoeft dit nog geen juiste beslissing te zijn: de toets kan ernaast zitten en een  fout van de eerste soort maken, dus de nulhypothese ten onrechte verwerpen. Van een goede toets mag verwacht worden dat er eerder een onjuiste nulhypothese verworpen zal worden dan een juiste. Een toets met deze eigenschap heet zuiver. Formeel:
Laat {\displaystyle X} een toevalsvariabele zijn waarvan de verdelingsfunctie afhankelijk is van een onbekende  parameter θ ∈ Θ. Een toets voor de nulhypothese θ ∈ Θ0 tegen de alternatieve hypothese θ ∈ Θ1 heet zuiver als voor alle θ0 ∈ Θ0 en θ1 ∈ Θ geldt:
{\displaystyle P_{\theta _{0}}({\text{verwerpen van}}\ H_{0})\leq P_{\theta _{1}}({\text{verwerpen van}}\ H_{0}).}

Deze eigenschap kan ook geformuleerd worden in termen van de onbetrouwbaarheid α van de toets. Daarvoor geldt:
{\displaystyle P_{\theta _{0}}({\text{verwerpen van}}\ H_{0})\leq \alpha }
De toets is zuiver als tevens geldt:
{\displaystyle P_{\theta _{1}}({\text{verwerpen van}}\ H_{0})\geq \alpha .}